# 波羅海崖
64°45′S 62°33′W / 64.750°S 62.550°W
波羅海崖（Porro Bluff），是南極洲的海崖，位於葛拉漢地的丹科海岸，處於伯德森德海崖以南，俯瞰埃雷拉海峽，1960年，英國南極洲地名委員會以意大利工程師伊格纳齐奥·波罗命名，現時由南極條約體系管理。